# Maggie Ma
Maggie Ma (* 9. Juli 1982 in Vancouver) ist eine kanadische Schauspielerin und Sängerin. Sie ist bekannt durch ihre Rolle der Perry in Final Destination 3.

## Filmografie
- 2006: The Hunters
- 2006: Final Destination 3
- 2006: Rache ist sexy (John Tucker Must Die)
- 2006: Masters of Horror (Fernsehserie, Gastrolle)
- 2007: Unsichtbar – Zwischen zwei Welten (The Invisible)
- 2007: Demon Days – Im Bann der Dämonen (They Wait)
- 2007: 4400 – Die Rückkehrer (Fernsehserie, Gastrolle)
- 2008: Curse of the Jade Falcon
- 2009: Supernatural (Fernsehserie, Gastrolle)
- 2009: I Love You, Beth Cooper
- 2010: Caprica (Fernsehserie, 2 Episoden)
- 2010: Textual Healing
- 2011: Fairly Legal (Fernsehserie, Gastrolle)
- 2012: Rags
- 2013: Emily Owens (Fernsehserie, Gastrolle)
- 2013: Arctic Air (Fernsehserie, Gastrolle)
- 2014: The Color of Rain
- 2014: Arc (Kurzfilm)
- 2017: Imposters (Fernsehserie, Gastrolle)
- 2019: Charmed (Fernsehserie, Gastrolle)
- 2019: The InBetween (Fernsehserie, Gastrolle)
- 2019: Get Shorty (Fernsehserie 4 Folgen)
- 2019: The Man in the Hight Castle (Fernsehserie, Gastrolle)
- 2022: Cruel Instruction (Fernsehserie)
- 2022: Kung Fu (Fernsehserie, Gastrolle)
- 2023: Yellowjackets (Fernsehserie, Gastrolle)
- 2023: A Million Little Things (Fernsehserie, Gastrolle)